# Zdechovice (district de Hradec Králové)
Pour les articles homonymes, voir Zdechovice.
Zdechovice (en allemand : Zechowitz) est une commune du district de Hradec Králové, dans la région de Hradec Králové, en République tchèque. Sa population s'élevait à 164 habitants en 2022.

## Géographie
Zdechovice se trouve à 6 km au sud-est de Nový Bydžov, à 19 km à l'ouest de Hradec Králové et à 82 km à l'est-nord-est de Prague.
La commune est limitée par Prasek et Kobylice au nord, par Nechanice à l'est, par Barchov au sud, et par Měník à l'ouest.

## Histoire
La première mention écrite de la localité date de 1334.

## Transports
Par la route, Zdechovice se trouve à 6,4 km de Nový Bydžov, à 26 km de Hradec Králové et à 100 km de Prague. 